# ديفيد إدوارد هيوز
ديفيد إدوارد هيوز (بالإنجليزية: David Edward Hughes)‏ (و. 1831 – 1900 م) هو موسيقي، ومخترع، وفيزيائي، وعالم موسيقى من المملكة المتحدة . ولد في لندن.
وكان عضواً في الجمعية الملكية. توفي في لندن، عن عمر يناهز 69 عاماً.

## السيرة الذاتية
ولد هيوز في عام 1831، وهو ابن عائلة موهوبة موسيقيًا تنحدر في الأصل من واي بالا (كان مكان الولادة إما لندن أو كوروين في دنبيشير). هاجرت العائلة إلى الولايات المتحدة عندما كان هيوز في سن السابعة من العمر. في عمر ست سنوات فقط، مارس هيوز العزف على القيثار والكونسيرتينا الإنجليزية بمستويات عالية. في سن مبكرة، طور هيوز قدرة موسيقية قيل إنها جذبت انتباه هير هاست، عازف البيانو الألماني البارز في أمريكا، الذي عين له أستاذًا للموسيقى في كلية سانت جوزيف في باردستاون بولاية كنتاكي. عمل هيوز أيضًا كمخترع عملي، حيث اخترع التلغراف الطابع في عام 1855. عاد إلى لندن في عام 1857 لبيع اختراعه، وعمل على نقل الصوت عبر الأسلاك. كان يعمل على الميكروفونات وعلى اختراع توازن التحريض (استُخدِم لاحقًا في أجهزة الكشف عن المعادن). على الرغم من براعة هيوز كمخترع، لكنه لم يتلق سوى القليل من التدريب الرياضي. كان هيوز صديقًا لويليام هنري بريس.

## التلغراف الطابع

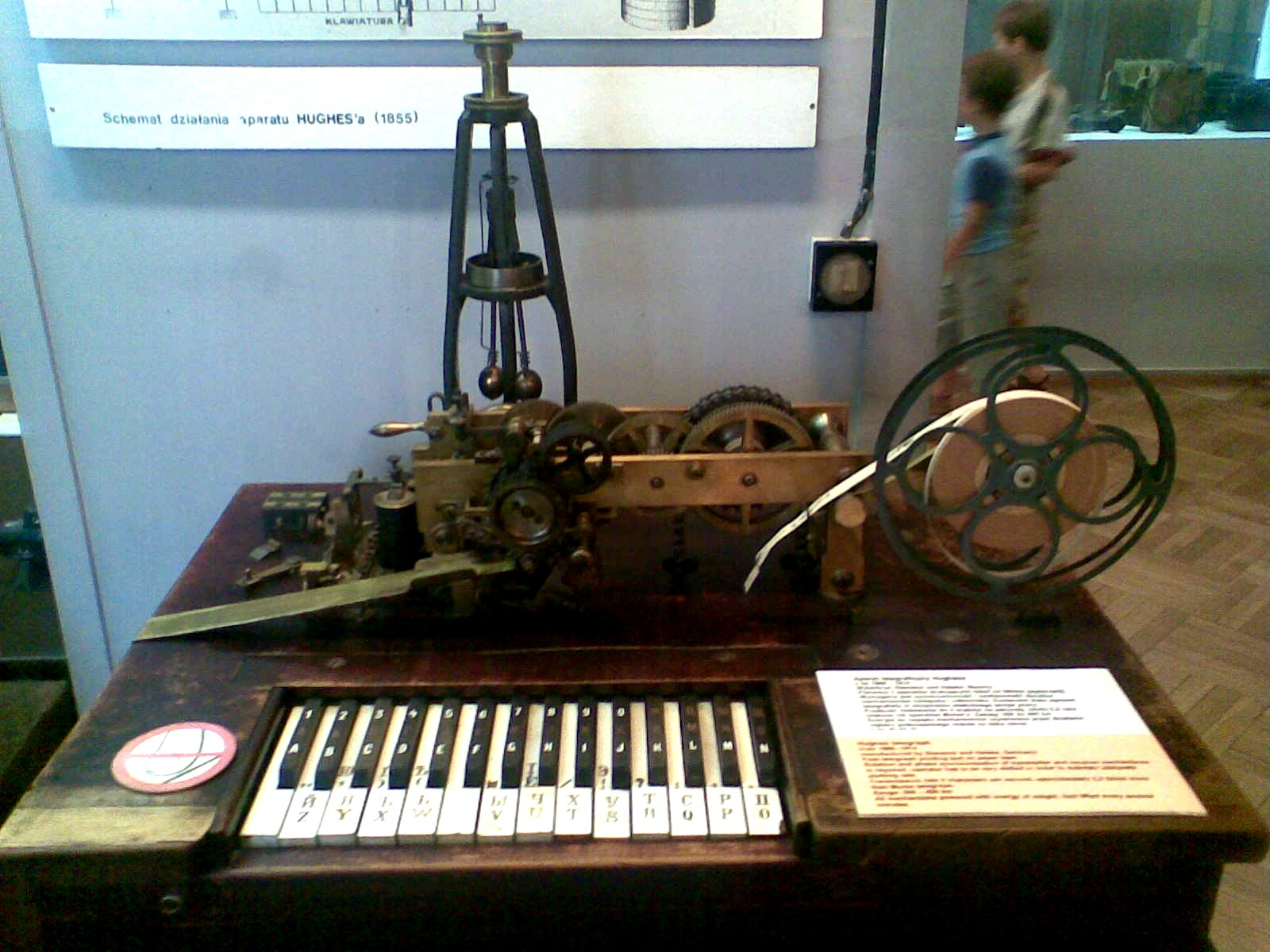
تلغراف هيوز، كان أول تلغراف يطبع نص على شريط ورقي. صُنِّع هذا من قبل شركة سيمنز وهالسكي بألمانيا (وارسو- المتحف التقني).

في عام 1855، صمم هيوز نظام التلغراف الطابع. في أقل من عامين، توحد عدد من شركات التلغراف الصغيرة، بما في ذلك ويسترن يونيون في المراحل الأولى من التطوير، لتشكيل شركة واحدة كبيرة -شركة ويسترن يونيون تلغراف- للقيام بأعمال التلغراف بحسب نظام هيوز. في أوروبا، أصبح نظام تلغراف هيوز معيارًا دوليًا.

## الميكروفون
في عام 1878، نشر هيوز عمله حول تأثير الصوت على أجهزة التقاط صوت إلكترونية تعمل بالطاقة سُمِّيَت «أجهزة الإرسال»، وهي أجهزة طُوِّرَت لتُستَخدَم في الهواتف. لقد أوضح أن التغير في المقاومة في أجهزة إرسال الهاتف الكربونية كان نتيجةً للتفاعل بين أجزاء الكربون بدلًا، وليس نتيجةً لانضغاط الكربون نفسه وفق ما تقوله النظرية الشائعة المُفسِّرَة للأمر. بناءً على قدرتها على التقاط الأصوات الضعيفة للغاية، أشار هيوز  إليها باسم «تأثير الميكروفون» (مستخدمًا مصطلح صاغه تشارلز ويتستون في عام 1827 لوصف مضخم صوت ميكانيكي). أجرى توضيحًا بسيطًا لمبدأ الاتصال الفضفاض هذا عن طريق وضع مسمار حديدي عبر مسامير أخرى متصلة ببطارية وجلفانومتر. قرأ توماس هنري هكسلي ورقته قبل الجمعية الملكية في لندن في 8 مايو 1878 ليغطي بذلك نبأ «الميكروفون» الجديد في طبعة 1 يوليو من دورية ومراجعة التلغراف الكهربائية. نشر هيوز عمله خلال الوقت الذي كان يعمل فيه توماس إديسون على جهاز إرسال هاتف كربوني، وكان إميل برلينر يعمل على جهاز إرسال غير مُحكَم. ربما بنى كل من هيوز وإديسون عملهما على عمل هاتف فيليب ريس. قام هيوز بتحسين تصميم الميكروفون الخاص به باستخدام سلسلة من أقلام الكربون العالقة في كتل كربون لالتقاط الصوت بشكل أفضل ولكن لم يحصل على براءة اختراع لعمله، معتقدًا أنه يجب أن يكون متاحًا للعامة.

## جوائز
حصل على جوائز منها:
- زميل في الجمعية الملكية
- قلادة ملكية.